# Agapostemon intermedius
Agapostemon intermedius är en biart som beskrevs av Roberts 1972. Agapostemon intermedius ingår i släktet Agapostemon och familjen vägbin. Inga underarter finns listade i Catalogue of Life.